# Marcas da Paixão
Marcas da Paixão é uma telenovela brasileira exibida pela RecordTV entre 8 de maio e 18 de novembro de 2000, em 167 capítulos, substituindo Tiro e Queda e sendo substituída por Vidas Cruzadas. Escrita por Solange Castro Neves, com colaboração de Enéas Carlos, Maria Duboc e Marcelo César Fagundes, sob direção de Atílio Riccó, Henrique Martins e Fernando Leal e direção geral de Atílio Riccó.
Conta com Irene Ravache, Vanessa Lóes, Carla Cabral, Carlos Casagrande, Eriberto Leão, Jussara Freire, Cláudio Cavalcanti, Nathalia Timberg, Oscar Magrini e Emílio Orciollo Netto nos papéis principais.

## Antecedentes
O núcleo de teledramaturgia da Rede Record entrou em concepção em 1964, com a trama João Pão, de Roberto Freire. Foi encerrado com a novela O Espantalho em 1977, quando decidiu-se não produzir mais telenovelas após a venda da emissora, que tinham outros objetivos. O retorno da teledramaturgia do canal voltaria apenas vinte anos depois, em 1997, com o desenvolvimento da minissérie Direito de Vencer e a telenovela Canoa do Bagre. Logo após a emissora decidiu terceirizar as produções de forma independente, exibindo as minisséries Uma Janela para o Céu (1997), Velas de Sangue (1997), A Sétima Bala (1997), Do Fundo do Coração (1998) e a novela Estrela de Fogo (1998) pela produtora VTM. Louca Paixão (1999) e Tiro e Queda (1999) foram produzidas pela JPO.

## Produção
"Nossa novela traz a trajetória de brasileiros que não desistiram de sonhar e buscam nesses sonhos a matéria-prima para urdirem o mato de esperança".

— Solange Castro Neves sobre a temática da novela para o jornal Folha de S.Paulo.
Nos anos 2000, a Rede Record decidiu voltar a produzir suas novelas. A autora Solange Castro Neves, que trabalhou por doze anos na Rede Globo colaborando em texto de autores titulares, foi contratada para assinar a trama. Em janeiro de 2000, a produção foi iniciada e o título provisório Laços de Família divulgado. A novela substituta de Terra Nostra, da Rede Globo e que seria assinada por Manoel Carlos, teria o mesmo nome da divulgada por Neves, que declarou: "Foi a maior coincidência de toda a minha vida. Alguns jornais divulgaram que o título havia sido trocado para "Laços de ternura", mas não é verdade. Ainda não tive tempo para pensar num outro nome". A produção de Laços de Família da Globo começou e em fevereiro a trama da Record continuava com o seu título, a autora dizia: "O nome da minha novela está registrado. Por que eu é que tenho de mudar?".
Em abril as notas sobre a trama já eram divulgadas sobre o título oficial, Marcas da Paixão. As locações foram divididas em três núcleos: nos estúdios da emissora e em uma fazenda em Embu, São Paulo; e Irecê, interior da Bahia. As gravações foram iniciadas em 15 de março de 2000 na Bahia e cada capítulo com orçamento de aproximadamente R$ 50 mil.

### Escolha de elenco e cenografia
A escolha do elenco ficou encarregada pelo diretor Atílio Riccó e a autora Solange Castro Neves. No início da produção já tinha acertado com os atores Irene Ravache, Cláudio Cavalcanti e Juca de Oliveira; as atrizes Luana Piovani e Vivianne Pasmanter estavam nos planos dos encarregados para integrar o time. Vanessa Lóes e Carla Regina foram contratadas para viverem as protagonistas. Carlos Casagrande foi contratado para viver Diego, que de início seria vivido por Eriberto Leão, que trocou para o papel de Ivan. O resto do elenco foi integrado por Tânia Alves, Nathália Thimberg, Mara Carvalho, Emílio Orciollo Neto, Oscar Magrini, Antônio Petrin, Liza Vieira, Lady Francisco, Jussara Freire,
Eduardo Conde e Rodrigo Veronese.
Em fevereiro de 2000, Riccó e Neves começaram a checar lugares para dar início as gravações de Marcas da Paixão. Cidades do interior da Bahia, como Irecê e uma fazenda em Embu das Artes na Grande São Paulo foram escolhidas. Neves, afirmou: "A novela vai mostrar várias situações geográficas. Teremos cenas nas terras secas da pequena Barro Alto, na Bahia. Os campos férteis do país terão como cenário a Fazenda Fantasia e a agitação das grandes cidades, o dia-a-dia da Construtora Mello Pontes, em São Paulo".

## Enredo
Após quebrar a banca num cassino clandestino da Bahia, o fazendeiro Jorge Maia (Walmor Chagas) é perseguido por uma quadrilha de olho em seu dinheiro, e acaba morrendo na explosão de seu jatinho. Toda sua fortuna é deixada para suas duas filhas bastardas: Guida (Carla Cabral) e Cíntia (Vanessa Lóes). A primeira é uma humilde professora que vive no vilarejo de Barro Alto, no árido sertāo baiano, e dedicou a vida a alfabetizar a população, sendo filha de Wilma (Jussara Freire), ex-funcionária da fazenda de Jorge que foi embora acreditando que havia sido rejeitada grávida por ele, tendo se casado depois com Zé Biriba (Renato Borghi) e tido mais dois filhos, o sonhador Dimas (Walther Verve) e o escultor Abel (Fábio Ferrer). Já Cíntia é uma arquiteta rica e sofisticada, que mora na cidade de São Paulo e vive em conflito com sua mãe,  imatura Olga (Mara Carvalho), que sempre tratou-a com desprezo por ser fruto de uma desilusão e namora o engenheiro Sílvio (Oscar Magrini), um mau-caráter sedutor que sonha em se tornar presidente da Construtora Mello Pontes e a manipula para isso. 
Para desmascarar o vigarista, Cíntia conta com a ajuda do bondoso arquiteto César (Rodrigo Veronese), que é apaixonado por ela; do juiz Dr. Djalma (Cláudio Cavalcanti), um grande amigo de Jorge; e de sua avó, Marrita (Nathalia Timberg), com quem juntou as ações para ter a maior porcentagem e garantir a presidência. 
As vidas de Cíntia e Guida mudam completamente quando elas descobrem que só poderão receber a herança se passarem um ano morando na Fazenda Fantasia, no interior paulistano, tocando os negócios do falecido pai, tendo que aprender a conviver com as diferenças e formarem uma verdadeira família, embora ambas se apaixonem pelo belo veterinário Diogo (Carlos Casagrande), criado como filho por Jorge e Dete (Irene Ravache), governanta da fazenda e amante de Jorge há mais de vinte anos. Falsa e ardilosa, Dete possui verdadeira adoração pelo filho adotivo e não suporta ter ficado sem uma parte da herança de Jorge, fazendo de tudo para afastar Cíntia e Guida da fazenda. Responsável pelas armações que tiraram Wilma e Olga de seu caminho no passado, Dete tem como cúmplices, dois homens facilmentes manipulados por ela: Motta (Carlo Briani), um advogado ingênuo e corrupto, a quem seduz; e o peão de rodeio Orlando Furacão (Emílio Orciollo Netto), um jovem perturbado e perigoso que foi levado a crer, por Dete, que é filho bastardo dela com Jorge Maia, criado em diversos orfanatos diferentes para não comprometer a imagem dela de virtuosa. 
Ainda há o jovem Ivan (Eriberto Leão), engenheiro agrônomo particular de Jorge, e filho de Djalma, que foi espancado e jogado num rio para morrer durante o assassinato do fazendeiro, sendo dado como morto. Resgatado pelo mateiro Adrião (Antônio Petrin), é levado para Barro Alto, e após retornar, apaixona-se por Guida, formando um quadrado amoroso com Diogo e Cíntia. Disputado pelas sertanejas Marinalva (Lady Francisco) e Zefinha (Tânia Alves), Adrião é avô da doce surda-muda Lazinha (Natália Nobeschi), apaixonada por Abel, que também se envolve com a fogosa Creuza (Leila Lopes). Na região todos temem a ira de Tenório (Eduardo Conde), forasteiro poderoso e sem escrúpulos que nutre uma obsessão por Wilma, seu grande amor do passado, e acaba unindo-se a Dete para prejudicar Cíntia e Guida.

## Exibição
A novela foi inicialmente anunciada para abril de 2000; logo após foi divulgada pela cadeia televisiva uma data fixa: 15 de maio. O primeiro capítulo de Marcas da Paixão acabou indo ao ar oficialmente no dia 8 de maio de 2000, na faixa das 20h15 pela Record. Exibida de segunda a sábado, Foi reprisada entre 9 de agosto a 26 de outubro de 2004 em 60 capítulos.
Recebeu a classificação indicativa de "não recomendada para menores de 12 anos" por conter violência, drogas lícitas e conteúdo sexual, e em sua reprise em 2004, foi "Livre para todos os públicos", editando as  cenas mais fortes, e sem restrições de horário. Sua abertura era transmitida ao som de "Marcas da paixão", interpretada pela dupla Gian & Giovani. Seu desfecho foi mostrado em 18 de novembro de 2000, totalizando 167 capítulos, sendo substituída por Vidas Cruzadas. Marcas da Paixão foi vendida e exibida em Portugal em setembro de 2000 no horário nobre do canal RTP.
Foi reprisada pela segunda vez entre 11 de janeiro e 3 de setembro de 2021 em 168 capítulos, através da Rede Família, canal irmão da RecordTV, substituindo Cidadão Brasileiro às 14h, com reprises dos capítulos semanais aos sábados e domingos.

## Elenco
| Ator/Atriz           | Personagem                                        |
| -------------------- | ------------------------------------------------- |
| Irene Ravache        | Bernadete dos Anjos (Dete)                        |
| Vanessa Lóes         | Cíntia Brumm Melo Pontes Maia                     |
| Carla Cabral         | Margarida Gomes Maia (Guida)                      |
| Carlos Casagrande    | Diogo Alves Villaverde                            |
| Emílio Orciollo Neto | Orlando dos Anjos (Orlando Furacão) / Miguel Maia |
| Eriberto Leão        | Ivan Barreto / Zito                               |
| Jussara Freire       | Wilma Gomes Neves                                 |
| Cláudio Cavalcanti   | Dr. Djalma Barreto                                |
| Nathalia Timberg     | Maria Rita Brumm (Marrita)                        |
| Eduardo Conde        | Tenório Barros / Ted                              |
| Mara Carvalho        | Olga Brumm Melo Pontes                            |
| Oscar Magrini        | Sílvio Ramos                                      |
| Renato Borghi        | José Bento Neves (Zé Biriba)                      |
| Tânia Alves          | Josefa Onofre (Zefinha)                           |
| Antônio Petrin       | Adrião da Silva                                   |
| Lady Francisco       | Marinalva                                         |
| Maria Estela         | Simone Melo Pontes                                |
| Carlo Briani         | Dr. Afrânio Motta (Motta)                         |
| Fernanda Guerra      | Júlia                                             |
| Rodrigo Veronese     | César Rangel                                      |
| Fabiana Alvarez      | Celeste                                           |
| Natália Nobeschi     | Lázara da Silva (Lazinha)                         |
| Walther Verve        | Dimas Gomes Neves                                 |
| Fábio Ferrer         | Abel Gomes Neves                                  |
| Leila Lopes          | Creuza Ventura                                    |
| Liza Vieira          | Isabel de Assis (Isa)                             |
| Valter Santos        | Valter de Assis (Valtinho)                        |
| Anastácia Custódio   | Filomena (Loló)                                   |
| Edson Montenegro     | Neno                                              |
| Débora Cardoso       | Regina                                            |
| Alex André           | Cinato                                            |
| Cissa Carvalho       | Zoraide                                           |
| Gideon Rosa          | Benito                                            |
| Marco Lunez          | Juventino Onofre (Juba)                           |
| Carlos Betão         | Roberto (Betão)                                   |
| Verônica Macedo      | Tereza                                            |
| Tuca Graça           | Joaquim de Assis (Quinho)                         |
| Rafael Pardo         | Alberto de Assis (Bebeto)                         |
| Francisco Pithon     | Francisco (Chiquinho)                             |

### Participações especiais
| Ator                | Personagem               |
| ------------------- | ------------------------ |
| Walmor Chagas       | Jorge Maia               |
| Antônio Abujamra    | Coronel Ambrósio         |
| Roberto Pirillo     | Detetive Rodrigo         |
| Maximira Figueiredo | Marisa Ramos             |
| Narcival Rubens     | Tobias                   |
| João Bourbonnais    | Reginaldo Vieira         |
| Flávia Pucci        | Berenice da Silva (Nice) |
| Zé Capeta           | Ele mesmo                |
| Echio Reis          | Coronel Ventura          |
| Luiz Pepeu          | Pepeu                    |
| Sérgio Migliaccio   | Tonho                    |
| Jaque Militello     | Dito                     |
| Guile Branco        | Segurança                |
| Gilberto Barros     | Motoqueiro               |
| Carlos Falat        | Porteiro da Mello Pontes |
| Bartho Raimundo     | Peão de obra espião      |
| Frank Zagarino      | engenheiro               |
| Luiz Carlos Bahia   | Delegado de Barro Alto   |

## Música
O tema de abertura da telenovela, "Marcas da paixão", é interpretado pela dupla Gian & Giovani. A trilha sonora conta ainda com cantores como Chitãozinho & Xororó, por "Falando ás paredes", As Meninas por "Xibom bombom" e Fafá de Belém por "Eu daria minha vida". Tais canções foram incluídas em um CD.
Lista de faixas
| N.º | Título                        | Música                      | Duração |  |
| 1.  | "Marcas da Paixão"            | Gian & Giovani              | 04:06   |  |
| 2.  | "Falando ás Paredes"          | Chitãozinho & Xororó        | 04:19   |  |
| 3.  | "Eterno Amor"                 | Gerson Cardozo              | 04:21   |  |
| 4.  | "Xibom Bombom"                | As Meninas                  | 03:45   |  |
| 5.  | "Eta Vida Boa"                | Tânia Alves                 | 02:49   |  |
| 6.  | "Morango do Nordeste"         | Lairton & Seus Teclados     | 04:09   |  |
| 7.  | "Casa, Comida & Paixão"       | Elba Ramalho                | 02:56   |  |
| 8.  | "Vozes da Seca"               | Dominguinhos & Elba Ramalho | 03:40   |  |
| 9.  | "Eu Daria Minha Vida"         | Fafá de Belém               | 04:31   |  |
| 10. | "Doce Paixão (All by Myself)" | Carla Bueno                 | 05:16   |  |
| 11. | "Viagem de Amor"              | Sandra de Sá                | 03:49   |  |
| 12. | "Nada Me Faz Esqueçer"        | Pepê e Neném                | 03:24   |  |
| 13. | "Depois da Tempestade"        | Zé Ricardo                  | 04:37   |  |
| 14. | "Nada Demais"                 | Banda Colapso               | 03:38   |  |

Outras canções
- "Amar Quem Eu Já Amei" - Zé Ramalho e Ivete Sangalo
- "Meninos do Sertão", Zé Ramalho
- "Por Amor", Paulo Ricardo
- "Man! I Feel Like A Woman!" - Shania Twain
- "As Time Goes By" - Bryan Ferry (Tema de Simone)
- "Never Be The Same Again" - Melanie C
- "Candy" - Mandy Moore
- "Over And Over" - Get Ready!
- "I Wanna Love You Forever" - Jessica Simpson (Tema de Cíntia e Diogo)
- "There's No Sunshine Anymore" - Jon Secada (Tema der Olga e Sílvio)

## Repercussão

### Audiência
No dia da estreia de Marcas da Paixão, estrearam mais duas novelas na mesma faixa, Uga Uga da Rede Globo e A Mentira no SBT. O folhetim da Globo marcou 42 pontos, a mexicana do SBT fechou com 17 e Marcas da Paixão teve uma média de 10 pontos de audiência, medida pelo Instituto Brasileiro de Opinião Pública e Estatística (IBOPE) na Grande São Paulo, oscilando a terceira posição no horário. A telenovela encerrou com uma média de 8 pontos em São Paulo, e no Rio de Janeiro fechou com 2 pontos.

### Avaliação em retrospecto
| “ | Com um time promissor de jovens atores, algumas pérolas da velha guarda global e uma ambientação “genuinamente brasileira”, a Rede Record tenta fazer frente à mexicanização do concorrente SBT. | ” |

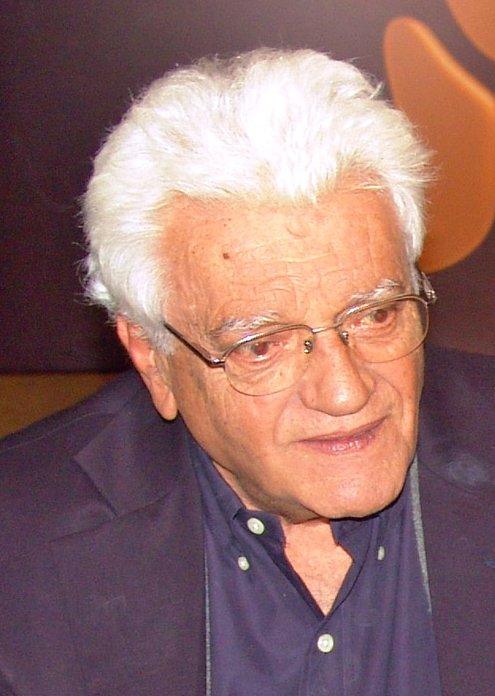
Walmor Chagas foi elogiado por sua participação especial no início de Marcas da Paixão.

Elena Corrêa de O Globo afirmou que Marcas da Paixão segue a fórmula "arroz-com-feijão", o que impede da trama cometer grandes erros. Ela priorizou as atuações de Walmor Chagas e Cláudio Cavalcanti, opinando que Chagas "levou o capítulo nas costas". Comparou o papel de Jussara Freire com a personagem Filó de Pantanal e o de Carla Regina com o seu em Mandacaru, ambas da Rede Manchete. Corrêa criticou a cena da explosão de um avião que ocorre no capítulo de estreia de Marcas da Paixão, torcendo que este fosse "o último toque de aventura da trama". A Folha de S.Paulo, sobre a revisão feita por Francisco Martins da Costa, elogiou e notou a evolução da trama em relação as produções próprias feitas anteriormente e também as produções terceirizadas pela produtora JPO. Exibiu "cenas bucólicas e bem feitas no Nordeste e no interior de São Paulo", mas afirma que a trama se tornou trash após a cena da explosão do avião, lembrando, segundo Costa, uma cena da explosão de um shopping center da telenovela Torre de Babel, da Rede Globo.
Patrícia d'Abreu e Ulisses Mattos do Jornal do Brasil ao comparar Marcas da Paixão com as tramas da Globo, "não pareceu tão eficiente". Criticaram a sonorização, pois "a todo instante, uma música de suspense forçava um tom que não havia em algumas cenas" e acabou elogiando os atores e o texto da autora. Paula Alzugaray da IstoÉ Gente percebeu boas tramas que podem prender o telespectador junto a novela, elogiando Carla Regina, dizendo que "além de beleza, tem equilíbrio na interpretação. Na rolação de lágrimas dos primeiros capítulos, foi ela quem se saiu melhor, dando um banho em Casagrande e em Eriberto Leão". Alzugaray percebeu o teor dramático da novela, não distanciando-a da trama mexicana que estreou no mesmo dia da estreia de Marcas da Paixão, A Mentira no SBT.